# Grzegorz Francuz
Grzegorz Ludwik Francuz (ur. 30 stycznia 1962 w Rybniku) – polski filozof, specjalizujący się w antropologii filozoficznej, ekofilozofii, etyce środowiska oraz filozofii edukacji; nauczyciel akademicki związany z Uniwersytetem Opolskim.

## Życiorys
Urodził się w 1962 roku w Rybniku na Śląsku, gdzie ukończył kolejno Szkołę Podstawową nr 22 w 1977 roku, a następnie I Liceum Ogólnokształcące im. Powstańców Śląskich, gdzie zdał w 1981 roku egzamin dojrzałości. Studiował filozofię na Uniwersytecie Wrocławskim, zdobywając tam w 1986 roku tytuł zawodowy magistra. Rok później odbył studia doktoranckie na Katolickim Uniwersytecie Lubelskim w Sekcji Społecznej (do 1989 roku). W latach 90. XX wieku związał się zawodowo i naukowo z Uniwersytetem Opolskim. W 1998 roku Rada Wydziału Historyczno-Pedagogicznego tej uczelni nadała mu stopień naukowy doktora nauk humanistycznych w zakresie pedagogiki, na podstawie pracy pt. Ekologicznie zorientowana antropologia filozoficzna a kontrowersje wokół wychowania, której promotorem był prof. Tadeusz Olewicz. Stopień naukowy doktora habilitowanego nauk humanistycznych w zakresie filozofii o specjalności etyka, uzyskał w 2013 roku na Wydziale Nauk Społecznych Uniwersytetu Wrocławskiego na podstawie rozprawy nt. Strategie przypisywania statusu moralnego istotom żywym.
Na Uniwersytecie Opolskim zatrudniony jest na stanowisku profesora w Katedrze Filozofii. W latach 2012–2016 piastował funkcję wicedyrektora, a od 2016 roku jest dyrektorem Instytutu Filozofii. Poza tym jest przewodniczącym Opolskiego Oddziału Polskiego Towarzystwa Filozoficznego.
Za działalność w opozycji demokratycznej został odznaczony Krzyżem Wolności i Solidarności oraz Krzyżem Kawalerskim Orderu Odrodzenia Polski

## Dorobek naukowy
Zainteresowania badawcze Grzegorza Francuza koncentrują się na praktycznych implikacjach myśli filozoficznej, na możliwościach zastosowania metod filozofii oraz różnych koncepcji filozoficznych do rozwiązywania aktualnych problemów etyki, człowieka czy bytu społecznego. Obejmują etykę środowiskową, ekofilozofię, bioetykę, filozofię edukacji oraz filozofię polityki. Do jego najważniejszych publikacji należą:
- O nową integrację wychowania. Ekologicznie zorientowana antropologia filozoficzna a wychowanie, Kraków 1999.
- Strategie przypisywania statusu moralnego istotom żywym, Opole 2011.